# Charles E. Osgood
Charles Egerton Osgood (20. listopad 1916 – 15. září 1991) byl americký psycholog, profesor psychologie na University of Illinois at Urbana-Champaign, 40. nejcitovanější psycholog 20. století. Propojil psychologii se sémantikou, věnoval se především studiu postojů, při té příležitosti vymyšlel měřící postojovou škálu, tzv. sémantický diferenciál, který významně ovlivnil sociologii, zejména oblast výzkumu veřejného mínění. Věnoval se též mezinárodní politice, na téma napsal několik knih.